# Phytomyza despinosa
Phytomyza despinosa este o specie de muște din genul Phytomyza, familia Agromyzidae, descrisă de Griffiths în anul 1976. Conform Catalogue of Life specia Phytomyza despinosa nu are subspecii cunoscute.